# 少鱗尖條鰍
少鱗尖條鰍（學名：Oxynoemacheilus paucilepis），為輻鰭魚綱鯉形目條鰍科尖條鰍屬的其中一種。被IUCN列為瀕危保育類動物，分布於亞洲土耳其Mancilik河流域，體長可達7公分，棲息在河川底層水域，生活習性不明。

## 扩展阅读
維基物種上的相關：少鱗尖條鰍